# Cilindro (unidade de disco)

Figura 1 - Estruturas de disco:
(A) Trilha
(B) Setor geométrico
(C) Setor de trilha
(D) Unidade de alocação

Um cilindro é uma divisão de dados em uma unidade de disco, como a usada no modo de endereçamento CCS de um disco rígido (ou disquete). Também é usado no modo de endereçamento cilindro-cabeça do disco CKD. O conceito é concêntrico, profundo, fatias cilindricas pelos discos físicos (bandejas), reunindo as respectivas trilhas circulares alinhadas pela pilha de bandejas.
Cilindros são formados verticalmente pelas trilhas. Em outras palavras, a trilha 12 na bandeja 0, mais a trilha 12 na bandeja de trilhas em uma unica superfície na unidade.
O termo cilindro é às vezes apresentado com a palavra "lógico" (e.g. a seção das trilhas correspondentes em todas as superfícies formam um cilindro lógico) para enfatizar o fato de ele ser um conceito abstrato em Unix, não um cilindro no sentido físico. Na arquitetura de disco ECKD, usada pelo z/OS em mainframes, cilindros são partes da estrutura física, mesmo quando definidos como uma camada no topo de um servidor de armazenamento.